# Michael Shawn Lewis
Michael Shawn Lewis (Riverside, 15 novembre 1971) è un attore e cantante statunitense.
Ha recitato in diversi musical negli Stati Uniti e in Germania, tra cui: The Phantom of the Opera (Germania, Belgio, tour statunitense e Broadway, 2001), Les Misérables (Duisburg, 2002), La bella e la bestia (tour statunitense, 2004), Nine (tour statunitense, 2006) e Oklahoma! (tour 2009).
È omosessuale ed è sposato con l'attore John Tartaglia.